# Доминаторы (Доктор Кто)
Доминаторы (англ. The Dominators) — первая серия шестого сезона британского научно-фантастического телесериала «Доктор Кто», состоящая из пяти эпизодов, которые были показаны в период с 10 августа по 7 сентября 1968 года. Серия полностью сохранились в архивах Би-би-си.

## Сюжет
Инопланетное судно безжалостных Доминаторов приземляется на мирной планете Далкис на Острове Смерти, бывшем атомном полигоне, переоборудованном в антивоенный музей, и поглощает всю радиацию на острове. Доминаторы посылают роботов-кварков для бурения скважин в коре планеты, чтобы переработать её в ракетное топливо. Тоба использует их для убийства трёх богатых искателей приключений, но их пилот прячется и выживает, но думает, что его корабль уничтожен. Раго в ярости из-за потери трёх потенциальных рабов.
Тардис прибывает на другую часть острова и Доктор с Джейми и Зои начинают осматриваться, когда слышат взрыв корабля. Они прячутся в здании музея и встречают троих новоприбывших далкийцев: учителя Балана и его учеников Тила и Кэндо. Все озадачены исчезновением радиации с острова. Также прибывает Калли и рассказывает им о Доминаторах и их роботах, но Балан его не слушает: он знает, что тот, сын директора правящего совета, известный мошенник.
Кварки тем временем начинают бурение. Доктора и Джейми ловит патруль кварков и приводит их на корабль Доминаторов для допроса и сканирования. Доктор на тестах притворяется глупым, чтобы доказать свою бесполезность, а также проваливает попытки воспользоваться оружием в музее, убеждая, что секрет подобных военных технологий утерян. Доктора и Джейми отпускают, приняв за бесполезных.
Калли связывается со своим отцом, директором Сенексом, который приказывает ему вернуться в столицу. Он берёт с собой Зои, но Сенекс, несмотря ни на что, не верит своему сыну, так что Калли крадёт капсулу и отправляется на остров с Зои, чтобы собрать доказательства своих историй. Джейми и Доктор тем временем летят в столицу. По указанию Тобы Кварки взрывают здание станции.
Доминаторы ловят Балана, Тила и Кэндо, затем Зои и Калли и используют их в качестве рабов. Они работают на скважине, Балан падает и Калли убегает в музей, забирая лазерное ружьё с выставки.
Доктор и Джейми захватывают транспорт и возвращаются на Остров Смерти. Джейми присоединяется к Калли, а Доктора ловят Кварки и приводят на корабль вместе с рабами. Джейми уничтожает Кварка из ружья, приводя Тобу в ярость. Тот уничтожает музей, и это выводит Раго из себя. Он приказывает Кваркам придержать Доктора и Зои для тестов, а остальных отправить на раскопки.
Джейми и Калли переживают взрыв в бункере под зданием и уничтожают Кварка булыжником. Тоба отвлекается на расследование, и Доктор с Зои сбегают с корабля. Джейми и Калли продолжают уничтожать Кварков.
Далкианский совет обсуждает ситуацию и даже Тенза, советник по чрезвычайным ситуациям, не может принудить их к действию. В совет врывается Раго с Кварком, и робот убивает Тензу. Раго говорит, что сильнейшие далкийцы будут взяты в рабство, а остальные умрут вместе с планетой.
Тоба возвращается на корабль и пытается выяснить, кто уничтожил Кварка. Он убивает Балана за отказ ответить, но возвращается Раго, который посылает Тобу завершить бурение и приготовить обе ракеты используя всех рабов. Раго фокусируется на бурении центральной шахты, а также узнаёт от лидера флота, что рабы не нужны: все далкийцы останутся на планете, которая будет уничтожена.
Во время раскопок Джейми и Калли уничтожают кварка и освобождают друзей. Доктор разгадывает план Доминаторов: атомная бомба, сброшенная в шахту, превратит планету в радиоактивную массу, которую поглотит флот Доминаторов. Они прокапывают туннель в центральную шахту, чтобы похитить бомбу прежде, чем та взорвётся, а Джейми и Калли тем временем уничтожают Кварков с помощью самодельных бомб.
Доктор перехватывает бомбу, при падении, но её, оказывается, нельзя обезвредить. Калли, Тил и Кэндо улетают с острова, Джейми и Зои уходят на Тардис, а Доктор закидывает бомбу на корабль Доминаторов. Тот улетает и взрывается, а Доктор с компаньонами отбывают на Тардис, спасаясь от надвигающихся потоков лавы от новых вулканов.

## Трансляции и отзывы
| Эпизод            | Дата показа     | Продолжительность | Телезрители (в миллионах) | Archive  |
| ----------------- | --------------- | ----------------- | ------------------------- | -------- |
| «Эпизод 1»        | 10 августа 1968 | 24:25             | 6,1                       | 16mm t/r |
| «Эпизод 2»        | 17 августа 1968 | 24:07             | 5,9                       | 16mm t/r |
| «Эпизод 3»        | 24 августа 1968 | 24:06             | 5,4                       | 16mm t/r |
| «Эпизод 4»        | 31 августа 1968 | 23:54             | 7,5                       | 16mm t/r |
| «Эпизод 5»        | 7 сентября 1968 | 24:19             | 5,9                       | 16mm t/r |
| [ 1 ] [ 2 ] [ 3 ] |                 |                   |                           |          |